# Dansk-Cubansk Forening
Dansk-Cubansk Forening (forkortet DCF) er en venskabs- og solidaritetsforening, stiftet i 1968, hvis formål det er at udbrede kendskabet og forbindelser til Cuba. Foreningens formand er Susanne Wind. Foreningen udgiver 3 - 4 gange om året et blad med titlen Cubabladet. Landskontor og butik på Høfdingsvej 10 i Valby.
DCF har i mange år arrangeret såkaldt brigade-rejser, som er en slags arbejds- og solidaritets-rejser til Cuba, de har typisk en varighed på fire uger og kræver medlemskab af foreningen.
DCF erklærer i dens vedtæger at den "har til formål at udbrede kendskabet til den cubanske revolution og at udvikle de venskabelige og gensidige forbindelser mellem Danmark og Cuba på det sociale, faglige, økonomiske og kulturelle område". Foreningen er uafhængig af partipolitik, men samarbejder med flere venstreorienterede partier og forskellige fagforeninger.

## Notater
1. ↑  Leksikon.org: opslag om Dansk Cubansk Forening (DCF)
2. ↑  Dansk-Cubansk Forenings vedtægter, 2010, cubavenner.dk